# Фиер, Александр
Александр Илариу Такеда Сакаи душ Сантуш Фиер (порт. Alexandr Hilário Takeda Sakai dos Santos Fier; 11 марта 1988, Жоинвили, Санта-Катарина) — бразильский шахматист, гроссмейстер (2007).
Достиг высоких успехов в национальном чемпионате: в 2011 году завоевал серебряную медаль, в 2015 и 2017 становился чемпионом страны.
Неоднократный участник Кубка мира по шахматам (2009, 2011, 2013, 2015, 2017) и других международных турниров.
В составе сборной Бразилии участник 7 шахматных олимпиад (2004, 2006, 2010, 2012, 2014, 2016, 2018) и командного чемпионата мира (2010).
Имеет немецкие и японские корни. Женат на французской шахматистке Нино Маисурадзе.

## Изменения рейтинга
| Графики недоступны из-за технических проблем. См. информацию на Фабрикаторе и на mediawiki.org. |